# Manneken Pis

Manneken Pis (traduzido da língua flamenga, "garoto a urinar")  é um monumento localizado no Centro de Bruxelas, na Bélgica. É uma pequena fonte em bronze de um menino a urinar para a bacia da fonte. É o mais conhecido símbolo do povo de Bruxelas, bem como de seu bom humor e de sua liberdade de pensamento. Uma atracção pouco vulgar, esta pequena estátua de um rapaz com apenas 61 centímetros de altura a urinar para um pequeno tanque é uma imagem tão típica de Bruxelas como os leões da Praça Trafalgar são de Londres.
Situa-se a cinco minutos de caminhada da Praça Grande, no cruzamento da rua do Carvalho (Rue du Chêne/Eikstraat) com a rua do Guisado (Rue de l'Étuve/Stoofstraat). É servido pela estação de elétrico Bourse (linhas 3 e 4) e pelas paradas de ônibus Grand Place e Cesar de Paepe.
As fotografias normalmente tiradas à estátua dão uma sensação errada da sua verdadeira estatura; muitos turistas ficam desapontados ao descobrirem uma pequena estátua em vez de uma maior.

## História
A inspiração para tão famosa estátua continua desconhecida, e o mistério levou à criação de rumores e fantasias, aumentando o encanto deste rapazinho. Uma das versões conta que, no final do século XII, o filho de um duque foi encontrado a urinar contra uma árvore no meio de uma batalha e foi, por isso, celebrizado numa estátua de bronze como símbolo da coragem militar do país.
A primeira menção ao Manneken Pis pode ser encontrada em um texto administrativo de 1451–1452 sobre as linhas de fornecimento de água para as fontes de Bruxelas. Desde o seu início, a fonte ocupou um lugar de destaque no fornecimento de água potável para os moradores da cidade. Ela se localizava sobre uma coluna e derramava água sobre uma bacia dupla retangular de pedra. As únicas representações dessa primeira estátua podem ser encontradas de um modo muito esquemático numa pintura de Denis Van Alsloot representando uma procissão em Bruxelas em 1615 e em um desenho preparatório para essa pintura.
A primeira estátua foi trocada por uma nova versão em bronze encomendada em 1619. Esta estátua de 61 centímetros de altura no cruzamento da rua do Guisado com a rua dos Grandes Carmelitas foi feita pelo escultor de Bruxelas  Hieronimus Duquesnoy, o Velho (1570–1641), pai de Jérôme Duquesnoy, o Jovem e do famoso François Duquesnoy. Provavelmente, foi fundida e instalada em 1620. Durante este período, a coluna que apoiava a estátua e a bacia dupla retangular que coletava a água foram completamente remodeladas por Daniel Raessens.
Ao longo da história, a estátua enfrentou muitas agressões. Ela permaneceu intacta ao bombardeamento de Bruxelas em 1695 pelo exército francês, porém os seus canos foram afetados e o fornecimento de água pela estátua foi interrompido durante algum tempo. Um panfleto publicado no mesmo ano reconta o episódio. O texto é o mais antigo testemunho de que o Manneken pis havia se tornado "um objeto de glória apreciado por todos e renomado no mundo inteiro". É também a primeira vez que a estátua se torna um símbolo do povo de Bruxelas. Tradicionalmente, se diz que, após o bombardeamento, a estátua foi recolocada triunfalmente sobre o pedestal. Nessa ocasião, a seguinte passagem da Bíblia foi escrita acima de sua cabeça: In petra exaltavit me, et nunc exaltavi caput meum super inimicos meos ("O Senhor me colocou sobre uma base de pedra, e agora eu levanto minha cabeça sobre meus inimigos"). Como mostrado por uma gravura de Jacques Harrewijn de 1697, a fonte já não estava localizada na rua, mas em um recesso no cruzamento da rua do Carvalho com a rua do Guisado. Em 1770, a coluna e a bacia retangular dupla já haviam desaparecido. A estátua estava integrada em uma nova decoração: um nicho de pedra no estilo "jardim de pedra", originário de uma fonte desativada de Bruxelas. A água fluía para uma grelha no chão, que viria a ser trocada por uma bacia no século XIX. A estrutura era protegida por cercas, sendo que a última versão data de 1851. As cercas impediam o acesso à fonte, dando-lhe uma função meramente decorativa. Aconteceu o mesmo com outras fontes de Bruxelas durante o período. Isso está relacionado com o esforço da cidade, iniciado em 1855, em fornecer água diretamente às residências.
No século XVIII, foram várias as tentativas de furtar a estátua, sobretudo pelo exército francês em 1747. Na ocasião, a revolta da população forçou o rei francês Luís XV a dar, à estátua, uma roupa de brocado bordada a ouro, como forma de apaziguar os ânimos. O rei também permitiu que a estátua portasse uma espada, e a decorou com a cruz da Ordem de São Luís. Mas foi o furto de 1817, por um ex-condenado, Antoine Licas, que provocou mais alarme: o ladrão despedaçou a estátua em onze pedaços pouco depois de a ter furtado. Como punição, o ladrão foi preso a um tronco na Praça Grande durante uma hora, e foi condenado a trabalho forçado pelo resto da vida. A estátua for restaurada por um soldador especializado, sob a orientação do escultor Gilles-Lambert Godecharle. Os pedaços foram reunidos e usados para fazer um molde sobre o qual foi derramado bronze para confeccionar uma nova estátua. Na base da nova estátua, foi inscrito: "1620 - REST 1817". A estátua sofreu novas tentativas de furto em 1955 e 1957. Em janeiro de 1963, estudantes da Sint-Ignatius Handelshogeschool (hoje, parte da Universidade da Antuérpia) sequestraram a estátua por cinco dias, antes de a devolverem a autoridades de Antuérpia. Ela foi novamente furtada em 1965, quando foi quebrada pelo ladrão e somente os pés e tornozelos restaram. Em janeiro de 1966, a revista de Antuérpia De Post recebeu um telefonema anônimo dizendo que o corpo da estátua estava no Canal Bruxelas-Charleroi. Ela foi encontrada no local por mergulhadores enviados pela revista, e foi levada de volta para Bruxelas em 27 de junho. Restaurada novamente, a estátua passou a ser conservada no segundo andar do Museu da Cidade de Bruxelas, na Praça Grande. No seu antigo lugar, foi instalada uma réplica, que é a que se vê hoje.

## Tradições

### Roupas e folclore
A estátua é vestida com diferentes roupas a cada semana, respeitando a programação afixada na cerca em frente à estátua. Desde 1954, suas roupas são organizadas pela organização sem fins lucrativos "Os amigos do Manneken-pis", que examina centenas de modelos apresentados a cada ano, selecionando alguns poucos modelos que serão produzidos e usados. O seu guarda-roupa conta, hoje em dia, com aproximadamente mil peças, muitas das quais podem ser vistas numa mostra permanente no Museu da Cidade. Em fevereiro de 2017, foi aberto um museu especializado, o "Guarda-roupa do Manneken pis", localizado no número 19 da rua do Carvalho.
Embora a proliferação de roupas da estátua tenha acontecido no século XX, o seu uso ocasional de roupas data desde a época de sua fundição; a roupa mais velha em exibição no Museu da Cidade é do século XVII. Em 1756, um inventário mostrou que a estátua dispunha de cinco roupas completas diferentes. Entre 1918 e 1940, trinta roupas lhe foram oferecidas. Mas foi especialmente a partir de 1945 que o movimento ganhou uma proporção excepcional: ele tinha mais de quatrocentas roupas em 1994, mais de 750 em 2005 e mais de 950 em 2016. A troca de roupa é uma cerimônia colorida, sempre acompanhada por uma banda de metais.
Muitas roupas representam as roupas tradicionais dos países dos turistas que visitam Bruxelas. Outras são uniformes profissionais. Em certas ocasiões (dia de são Verhaegen, plantação do Meyboom), a estátua é conectada com um barril de cerveja. A estátua, então, passa a jorrar cerveja, que enche copos que são oferecidos a pedestres. Em 28 de Abril de 2007, por iniciativa da comunidade portuguesa na Bélgica, foi vestido com o traje típico do Minho.

## Réplicas

### Na Bélgica
Embora o Manneken pis de Bruxelas seja o mais famoso, existem outros no país. Existe uma disputa sobre qual é o Manneken pis mais antigo: o de Bruxelas ou o de Geraardsbergen. Estátuas similares podem ser encontradas nas cidades belgas de Koksijde, Hasselt, Ghent, Bruges, na cidade de Braine-l'Alleud (onde é chamado de "garoto Quipiche"), e na cidade francesa de língua flamenga Broxeele, que tem a mesma etimologia de Bruxelas.

### No exterior
Desde o século XX, numerosas cópias do Manneken pis foram criadas na Bélgica e no exterior. Há que se distinguir, no entanto, as cópias oficiais oferecidas pela Cidade de Bruxelas das cópias e imitações construídas por admiradores.
Cópias oficiais foram oferecidas às seguintes cidades: 
- Colmar, na França (1921)
- Osaca, no Japão (1928)
- Mônaco (1951)
- Londres, no Reino Unido (1959)
- Broxeele, na França (1979)
- Benalmádena, na Espanha (1991)
- Nagoia, no Japão (2015)

Em muitos países, réplicas em bronze ou plástico com reforço de fibra de vidro são comuns em piscinas, jardins, cinzeiros e saca-rolhas.
Em setembro de 2002, um vendedor belga de waffle construiu uma réplica em frente a sua loja num centro comercial de Orlando, na Flórida. Alguns lojistas ficaram chocados e fizeram uma reclamação formal. Os administradores do centro comercial disseram que o lojista não havia seguido as regras do contrato ao instalar a réplica.

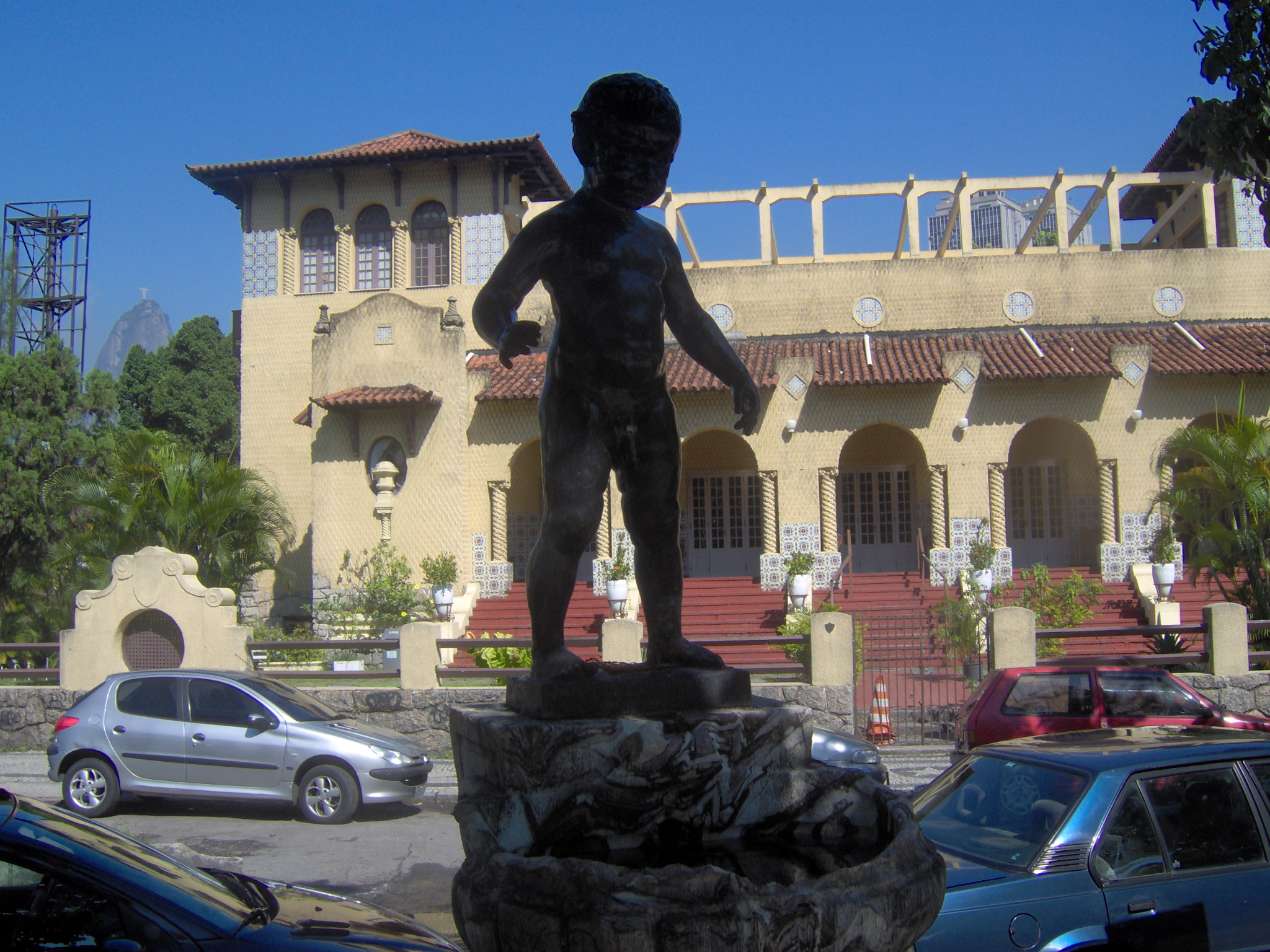
Estátua do Manequinho no Rio de Janeiro, em frente à Sede do Botafogo.

Em contraste, no Rio de Janeiro, há uma estátua parecida em frente à sede do clube Botafogo. A estátua foi adotada pela torcida desse time e apelidada de "Manequinho". A torcida do Botafogo também têm o costume de vestir a estátua. Sempre que o clube é campeão o Manequinho ganha uma camisa do alvinegro.[carece de fontes?]
Na plataforma da estação de trem de Hamamatsuchō, em Tóquio, também há uma famosa réplica.[carece de fontes?]

## Estátuas inspiradas peloManneken pis
Desde 1987, o Manneken pis tem um equivalente feminino em Bruxelas, a Jeanneke Pis, instalada no lado leste do Beco da Fidelidade, perto da Rua dos Açougueiros. Ela representa uma garota agachada, urinando, e alimenta uma pequena fonte. No entanto, não é tão famosa quanto seu equivalente masculino.
O Het Zinneke é a estátua de um cachorro urinando sobre uma baliza. Foi criado em 1998. Pode ser associado ao Manneken pis, embora não alimente uma fonte. Está situado no cruzamento da Rua dos Cartuxos com a Rua do Velho Mercado de Grãos, em Bruxelas.

## Na cultura popular
- O filme The Party, estrelado por Peter Sellers, apresenta uma réplica que joga água sobre um tanque. Ao manejar de forma errada o controle da fonte, o protagonista deixa um convidado da festa ensopado.
- No filme de 1986 The Money Pit, o personagem de Tom Hanks cai na área de trabalho dos trabalhadores que estão reformando sua casa. Num simulacro da máquina de Rube Goldberg, ele cai por uma janela sobre um carrinho de mão e rola até uma fonte, abaixo de uma réplica do Manneken pis.
- Manneken Pis é uma comédia dramática belga de 1995. Foi o representante belga para a disputa dos indicados ao Oscar de melhor filme estrangeiro, mas não conseguiu ganhar a indicação
- No Jogo God of War II Lançado em 13 de Março de 2007 para PlayStation 2 Existe uma Parte no Começo do Jogo em que o Manneken Pis aparece urinando sobre uma Piscina
- No mangá Shishunki Renaissance David-kun, cuja história se passa em uma escola japonesa em que os personagens são baseados em obras de arte (Mona Lisa, David, O Nascimento de Vênus, etc) Manneken Pis é o melhor amigo do personagem principal, Davi-kun. No mangá ele aparece vestido apenas com uma boina e várias vezes consegue resolver os problemas urinando.